# Erich Albrecht (Germanist)
Erich August Gottlieb Albrecht (* 13. Oktober 1907 in Magdeburg; † 10. Dezember 1979 in Lawrence (Kansas)) war ein US-amerikanischer Germanist und Hochschullehrer.

## Leben und Werk
Albrecht besuchte Schulen in Magdeburg, Hettstedt und Berlin. Er wanderte 1932 aus dem Deutschen Reich in die USA und wurde 1943 offiziell eingebürgert. Er studierte an verschiedenen Hochschulen und promovierte 1941 an der Johns Hopkins University zum Ph.D.
Während des Zweiten Weltkriegs war er für den US-amerikanischen Geheimdienst in London tätig und reiste unmittelbar nach Kriegsende nach Deutschland. Dort interviewte er Adolf Hitlers Sekretärin Christa Schroeder am 22. Mai 1945 in Berchtesgaden. Außerdem war er für kurze Zeit Sonderberater des US-Kriegsministers.
Nach seiner Rückkehr unterrichtete er ab 1946 Deutsch am Newcomb College der Tulane University in New Orleans. 1965 wechselte er an die University of Kansas und an das Max-Kade-Center für Deutsch-Amerikanische Studien als Professor für deutsche Sprache und Literatur. Er gründete dort das German American Document- and Research-Center.
Er starb 1979 durch einen Unfall.

## Ehrungen
- 1965 Ehrenbürger von New Orleans

## Schriften
- Deutschland im Umbruch, Lippincott, 1938.
- New German Words in Popular English Dictionaries. In: The German Quarterly, Bd. 22, Nr. 1 (Jan.), 1949, S. 10–16.
- Primitivism and Related Ideas in Eighteenth Century German Lyric Poetry 1680–1740. 1950.
- „Zur Entstehungsgeschichte von Kafkas Landarzt“. In: Monatshefte, Bd. 46, Nr. 4., 1954, S. 207–212.
- Deutsche Sprache, deutsche Literatur und deutscher Unterricht in New Orleans. In: Louisiana. 1971, S. 18–21.
- Deutsche Sprache in Kansas. In: Heinz Kloss: Deutsch als Muttersprache in den Vereinigten Staaten. Regionale und funktionale Aspekt. Steiner, Wiesbaden 1979, S. 161–169.